# Paola Lázaro
Paola Lázaro est une actrice portoricaine.

## Jeunesse
Lázaro est née et a grandi à San Juan, Porto Rico. À un jeune âge en 2009, elle a quitté son pays natal pour entamer ses études à l'Université d'État de New York, où elle a obtenu sa licence en beaux-arts en écriture dramatique, puis a obtenu sa maîtrise en beaux-arts de l'Université de Columbia en 2013. À la fin de sa dernière année à Columbia, elle a été guidée par le dramaturge Stephen Adly Guirgis tout au long de la production de sa pièce de thèse. Au fil des ans, ils sont devenus proches, et Guirgis la considère souvent comme un « esprit apparenté », se référant à Lázaro comme sa meilleure amie. Son soutien l'a fortement influencée tant dans son écriture que dans sa carrière.
Après sa production de thèse avec Guirgis, Lázaro a également participé au Groupe des jeunes écrivains émergents au Public Theater du Festival de Shakespeare de New York, où il a travaillé dans le programme de la compagnie de théâtre LAByrinth et a reçu une bourse Arts Entertainment de la Fondation nationale hispanique artistique. Après avoir obtenu son MFA, Lázaro a été invitée à rejoindre la Atlantic Theater Company à New York en tant que dramaturge en résidence pour les années 2016 et 2017. Ce programme sélectif de dramaturge en résidence a été créé par la Fondation Tow et fournit des fonds aux compagnies de théâtre de la ville de New York pour soutenir la production d'une nouvelle œuvre d'un dramaturge, se concentrant sur la nouvelle pièce de Lázaro intitulée "Tell Hector I miss him".

## Carrière

### Tell Hector I miss him
Cette pièce de Paola Lázaro met en scène un ensemble de personnages dans le Vieux San Juan, Porto Rico, faisant face à l'amour, à l'addiction et à la peur. La production de la compagnie théâtrale Atlantic, dirigée par le latino David Mendizabal, a ouvert le 11 janvier 2017 et était prévue pour se terminer le 23 janvier ; sa durée a été prolongée en raison de la demande populaire. Décrit comme "Notre ville avec salsa et cocaïne". L'œuvre de Lázaro, avec ses personnages excentriques et son humour noir, emmène le public dans un voyage à travers une série de relations dans un San Juan postcolonial. Bien que Lázaro ait grandi dans un quartier très différent de ses personnages, elle affirme que son travail a beaucoup d'elle et reflète ses propres expériences passées sur l'amour.

### Approche Latino
Lázaro s'engage également à interagir avec les Latinos partout à travers sa dramaturgie et a également des antécédents en tant qu'actrice. Sous la direction de Lisa Peterson, Lázaro a joué dans la récente production du Cherry Lane Theatre de "To the Bone" de Lisa Ramirez, une pièce basée sur des entretiens que Ramirez a menés avec des ouvrières avicoles immigrées latines. Lázaro a joué le rôle de Lupe, la fille d'Olga (interprétée par Ramirez), une étudiante en patinage, en sciences politiques et en droit. Son travail dans cette production est décrit comme étant interprété avec "une urgence vive" et lui a valu une nomination au Drama Desk Award pour la meilleure actrice dans une pièce de théâtre. En 2017, elle jouait dans un film, incarnant une prostituée dans un prochain drame intitulé "Pimp" et une agente secrète dans le film "Scenes from the Underground".
Lázaro soutient que les Latinos doivent « écrire nos propres histoires et créer du travail pour nous-mêmes ».

## Vie privée
Paola Lázaro est pansexuelle.